# Shimotsuga (district)
Shimotsuga (下都賀郡, Shimotsuga-gun) is een district van de Japanse prefectuur Tochigi.
Op 1 april 2009 had het district een geschatte bevolking van 143.779 inwoners en een bevolkingsdichtheid van 535 inwoners per km². De totale oppervlakte bedraagt 268,84 km².

## Dorpen en gemeenten
- Mibu
- Nogi

## Geschiedenis
- Op 10 januari 2006 werden de gemeenten Minamikawachi van het district Kawachi en  Ishibashi en Kokubunji (beide van het district Shimotsuga) samengevoegd tot de nieuwe stad Shimotsuke.
- Op 29 maart 2010 werden de gemeenten Ohira, Fujioka en Tsuga van het district Shimotsuga aangehecht bij de stad  Tochigi.[1]
- Op 5 april 2014 werd de gemeente Iwafune van het district Shimotsuga aangehecht bij de stad Tochigi (prefectuur Tochigi).[2]

Steden:
Ashikaga · Kanuma · Mōka · Nasukarasuyama · Nasushiobara · Nikkō · Ōtawara · Oyama · Sakura · Sano · Shimotsuke · Tochigi · Utsunomiya (hoofdstad) · Yaita

Districten:
Haga · Kawachi · Nasu · Shimotsuga · Shioya
Gemeenten per district